# Lampides courvoisieri
Lampides courvoisieri är en fjärilsart som beskrevs av Hans Fruhstorfer 1916. Lampides courvoisieri ingår i släktet Lampides och familjen juvelvingar. Inga underarter finns listade i Catalogue of Life.